# Hakestad
Hakestad är en by i Köinge socken, Falkenbergs kommun. Namnet skrivs nästan alltid Hagestad i äldre kyrk- och domböcker. I ett par husförhörslängder kallas Hakestad #1 – #3  resp. Övregård, Mellangård och Yttergård.

## Historia
Byn är känd sedan 1351 . Samtliga gårdar i Hakestad hade ända sedan den danska tiden (före 1645) ägts av kronan eller frälsemän .
För Hakestad #1 är jordeboksnamnet Anders Nilsgård . År 1690 bestod hemmanet av två gårdar på totalt ett helt mantal frälsehemman men år 1729  hade detta ändrats till tre gårdar om ett helt kronohemman. Hemmanet bytte jordnatur år 1700 därför att kronan köpte eller bytte till sig det av frälsemannen Roluf Hansson, med avsikt att göra det till länsmansboställe. Som sådant ansågs det lämpligt därför att det låg så nära häradets tingsstad i Köinge kyrkby. Det låg också centralt i det ena av Faurås härads två länsmansdistrikt, som omfattade den del av häradet som ingick i Varbergs fögderi. (Det andra länsmansdistriktet var en del av Halmstads fögderi. Dess länsmansboställe låg i Arvidstorp i Stafsinge socken.) Att Hakestad #1 var boställe innebar att länsmännen åtminstone delvis avlönades med de skatter som hemmanet betalade. Detta innebar inte nödvändigtvis att länsmännen måste bo på hemmanet, det kunde även brukas av arrendatorer. Den siste länsmannen flyttade från gården 1858 . 
År 1760 slogs två av de tre gårdarna samman och från cirka 1850 var hemmanet Hakestad #1 bara en brukningsenhet, vilket det är ännu idag (2011). Laga skifte har aldrig ägt rum på detta hemman.
För Hakestad #2 är jordeboksnamnet Nils Börsgård, ett helt mantal kronohemman fördelat på tre gårdar . Laga skifte för Hakestad #2 genomfördes 1862 och två av de tre gårdarna tvangs att flytta till ny tomtplats. Kvarboende blev ’Arne Svenssons’ gård.
För Hakestad #3 är jordeboksnamnet Börje Jönsgård, ett halvt mantal frälsehemman med en enda gård . Frälseägare under 1700-talet fram till dess gården blev friköpt var medlemmar ur familjen Muhl . Gården friköptes i två omgångar 1825 respektive 1826 från familjen Muhl. Gården klövs i två delar 1862. Laga skifte för Hakestad #3 genomfördes 1864 och de båda gårdarna fick ligga kvar på ursprunglig plats. Men redan år 1869 kom båda gårdarna åter under ett enda bruk, och är så ännu idag (2011).

## Bebyggelsenamn
Nedanstående förteckning gäller förutom gårdar även torp och backstugor som funnits fram till år 1900. För några händelser efter 1900 saknas idag (2011) sammanställda uppgifter.
- Bostället. Gården Hakestad #1.
- Böers. Den sydligaste av gårdarna i Hakestad #2.
- Hakaslätt (1892 – ). Ett torp, friköpt 1916.
- Hästalyckan (byggår okänt). En villa.
- Jonsberg (1847 – ). Ett torp, friköpt under 1900-talet.
- Sellatorpet / Sälla (cirka 1783 – ). Ett torp, friköpt under 1900-talet.
- Vitatorpet (cirka 1770 – 1886). Ett torp.

## Övrigt
Den svenske politikern och riksdagsledamoten för högerpartiet, Carl Bengtsson (1874–1942), var född och uppväxt på Bostället här i byn.

### Fotnoter
1. ↑  Som källa för arealuppgiften har använts ”Beskrivning till [ekonomiska] kartan över Köinge, Okome och Svartrå socknar inom Faurås härad och Hallands län upprättad i Rikets Allmänna Kartverk år 1925”, vilket har sin förklaring dels i dess noggranna redogörelse för de då rådande förhållandena, dels för att fastighetsregleringar under senare år så radikalt har ritat om fastighetskartorna att ibland både byanamn raderats ut och historiska församlingsgränser flyttats. 1925 års beskrivning kan därför sägas utgöra den skriftliga källa som bäst speglar den (historiska) mantalssättning som rått sedan 1600-talets mitt och även det namnskick som (trots fastighetsregleringar) ännu råder på orten.
2. ↑  Ur SDa 1351; . . . bona mea infraseripta videlicet "Hakastadha" in parochia Kønga
3. ↑  Ur Warbergs län jordebok 1592; Kronne guodtz . . . Börge Suendtzenn ÿ Hagstadt . . .". (Frälse- och kyrkohemman verkar vara uteslutna). Vidare ur ”Mandtall och Wdschrifft aff Jordebogen - - - 1603”; ". . . Börge Suendsön i Hagestad . . . Ytterligare vidare ur ”Ekstraskattemandtaller 1638”; Heele Stedegaarde . . . Börge Suendsen i Hagestad . . . Torstenn Andersen i Hagestad . . .Inndister . . . Laurs Hellesenn i Hagestad, Niels Börgesenn ibm . . . Anders Nielsenn i Hagestad.
4. ↑  Ur Jordeboken 1646; "Hagestad(h)" ett helt kronhmn, ett helt och ett halvt frälsehmn
5. ↑  Ur Hallands Landsbeskrifning 1729; No.1 Hakestad Ands Nilsg., 1 mtl Crono, Ingemar Håkans 1/4, Åtte Swenson ½, Swen Anders 1/4 . . . Indraget åhr 1700 på Siette pennings Gravation ifrån Sahl. Roluf Hansson. Å S och I H tilträdt hemmanet under den tijden det warit Ländsmans Boställe men S A förruth, hemmanet är intet Skatt lagdt efter metoden.
6. ↑  Gårdsgenealogier finns gjorda för samtliga gårdar inom f.d. Okome pastorat av släktforskaren Ingemar Rosengren
7. ↑  Ur Hallands Landsbeskrifning 1729; No.2 Hackestad Nils Börsonsgård, 1 mtl Crono, And. Tårstenson 1/3, Oluf Bengtson 1/3, Anders Lars 1/3 . . . A T till trädt hemmanet 1712 . . .O B 1726 . . . A L 1713 . . .
8. ↑  Ur Hallands Landsbeskrifning 1729; No.3 Hakestad Börge Jönsonsgård, ½ mtl Frälse, Nills Bengtson ½ . . . Sahl Hr Öfwerste Lieutnant Muhls arfwingars
9. ↑  Familjen Muhl var stora jordägare i trakten. Bland annat ägde de säterierna Hellerup och Ottersjö nära Dagsås